# イクラ駅
イクラ駅（イクラえき、Станция Икура）は、ロシア連邦ユダヤ自治州にある、ロシア鉄道の鉄道駅。シベリア鉄道本線の駅で、エレクトリーチカのみ停車する。

## ダイヤ
（出典）
1日3往復が停車する。西方向は、1本がオブルチエ行で、他2本はビロビジャン止まりである。東方向は、全列車がハバロフスク行で、うち2本は特急運転し（特別料金不要）、停車駅が少ない。

## 隣の駅
ロシア鉄道
シベリア鉄道本線
エレクトリーチカ
ビロビジャンI駅 - イクラ駅 - ウソヴ・バラガン駅（一部のみ） - アウル駅

## その他
日本語では鮭の卵をイクラと呼ぶが、イクラの由来となるロシア語はИкраであり、本駅の駅名Икураとは綴り・発音が異なる。